# 蔡麥會
蔡麥會（英語：Tsai-McCarthy meeting）是指中華民國總統蔡英文與美國眾議院議長凱文·麥卡錫於2023年4月5日在加州洛杉矶的閉門會晤，為蔡英文出訪中美洲友邦後的重要行程。儘管過境外交的互動模式已成慣例，然而這是中華民國總統首次在美國本土會見美國眾議院議長。

## 背景
2023年在中華民國訪團會見美國眾議院議長凱文·麥卡錫之前，宏都拉斯與中國大陸於3月26日建交。儘管中華民國外交受到衝擊，但美國方面仍同意其過境行程，遂維持此趟訪問的計畫。3月29日，中華民國總統蔡英文啟程出訪中美洲友邦瓜地馬拉及貝里斯，其中包含3月30日去程過境美國紐約、4月5日返程過境洛杉磯的兩次「過境美國」行程，並於4月7日返台，全程10天9夜。早在2022年夏季，尚未當選議長的麥卡錫就表示有意前往台灣會見蔡英文，但計劃後來改為蔡英文過境時見面，以避免刺激中国。
2023年3月30日，蔡英文在紐約哈德遜河畔的玻璃屋酒店與台灣僑胞見面。外界原認為會美國東岸與麥卡錫會面，但簡報被美方延後。中華民國方面則解釋，僅是因為需要媒體改時間，沒有說要取消。會上，蔡英文感謝美國政府對台灣安全的承諾，強調「台灣有能力維護區域的和平穩定」，美國在台協會主席勞拉·羅森伯格、新澤西州州長菲爾·墨菲也在會上致辭。當天蔡英文一行抵達樂天紐約皇宮酒店，現場的親北京社團大聲抗議，反對蔡英文過境美國。當天，蔡英文獲得哈德遜研究所頒發的「全球領導力獎」，此外還和代表民主黨的眾議院少數黨領袖傑福瑞斯進行會晤。3月31日，離開紐約之前和美國參議院跨黨派的參議員蘇利文、以及凱利進行早餐會。

## 過程

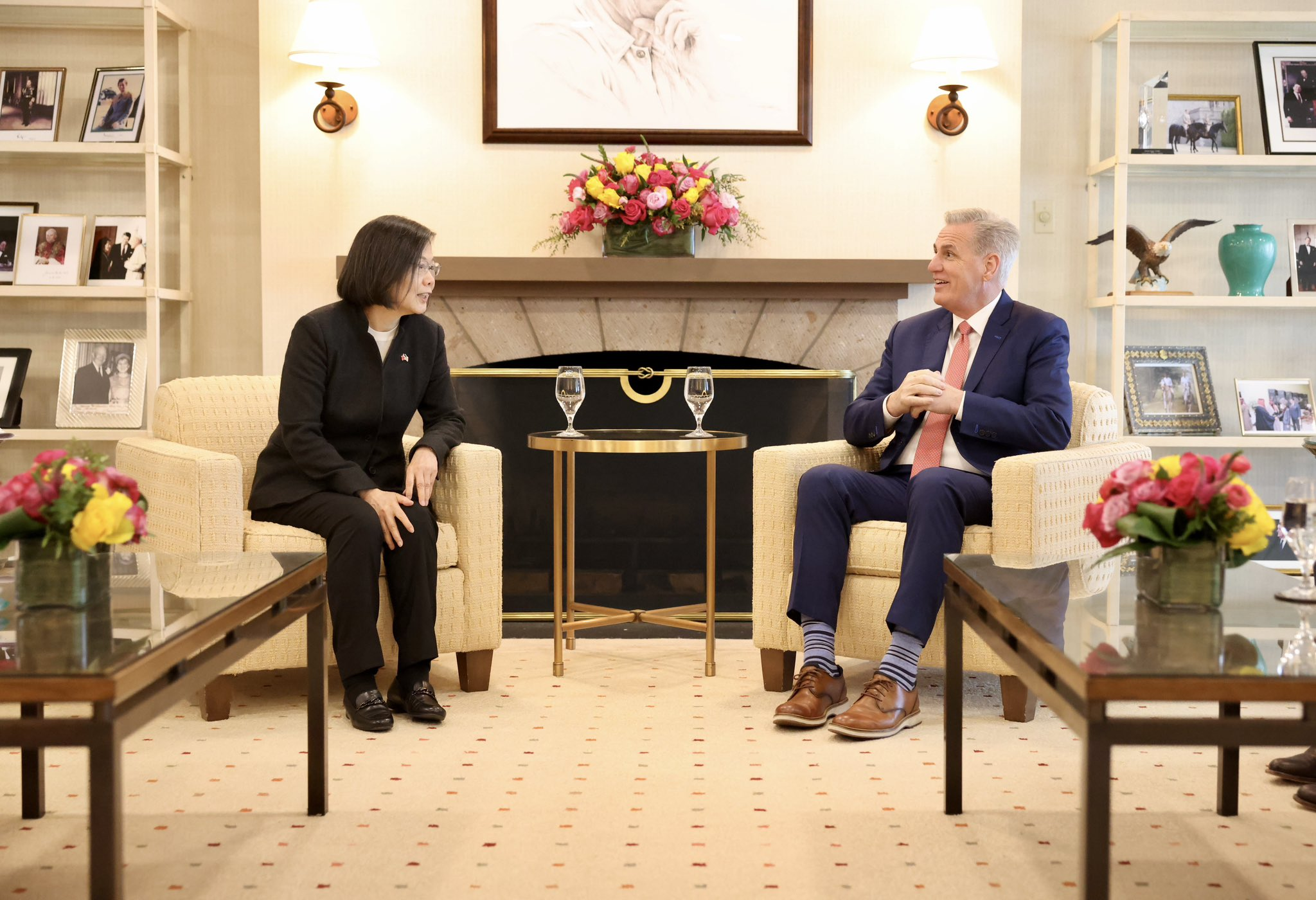
2023年4月5日，蔡英文在雷根圖書館會晤麥卡錫

2023年4月3日，麥卡錫辦公室發出公告，確認於4月5日在美国加利福尼亚州文图拉县市罗纳德·里根总统图书馆與蔡英文會面。媒體稱選擇該館富有深意，雷根在任時為中美蜜月期，在對於極權政府持強硬態度的外交上取得進展。他又是對台灣提出六項保證的決策人，考慮到同時能在中美關係上保持平衡，故選擇此處。麥卡錫辦公室發布媒體採訪通知時，用「台灣總統」（President of Taiwan）一詞來稱呼中華民國總統蔡英文女士。雖然通知非美官方正式文件，但已經引起討論。
2023年4月4日，蔡英文抵达美国洛杉矶，美国在台协会主席蘿拉·羅森伯格與台灣駐美大使蕭美琴前往迎机，随即前往下榻饭店。当地侨胞赶到饭店门口迎接，车队抵达时大喊「总统好」、「小英总统我爱妳」。而中國侨民之前即扬言要大规模抗议，不过当日出現者卻不多，不断重复喊出「反对台独」的口号。此外，一旁还有中國民运人士高喊「支持蔡英文」，还画了蔡英文画像欢迎过境美国，双方险爆衝突。
2023年4月5日上午10點，蔡英文抵達加州雷根總統圖書館大門口，美國眾議院院長麥卡錫迎接蔡英文總統。這場會面超過160名媒體記者報名，包括美國當地主流媒體與國際重要媒體。對於中方的不滿，麥卡錫澄清不改變現狀，並對媒體表示稱，「不，我們無意升高緊張。我是議長，中國沒有立場告訴我哪裡能去、誰能見面、誰是敵人或誰是朋友，我可不是休士頓火箭隊的總經理。」，言詞中暗諷中國常因個人言論小題大作。

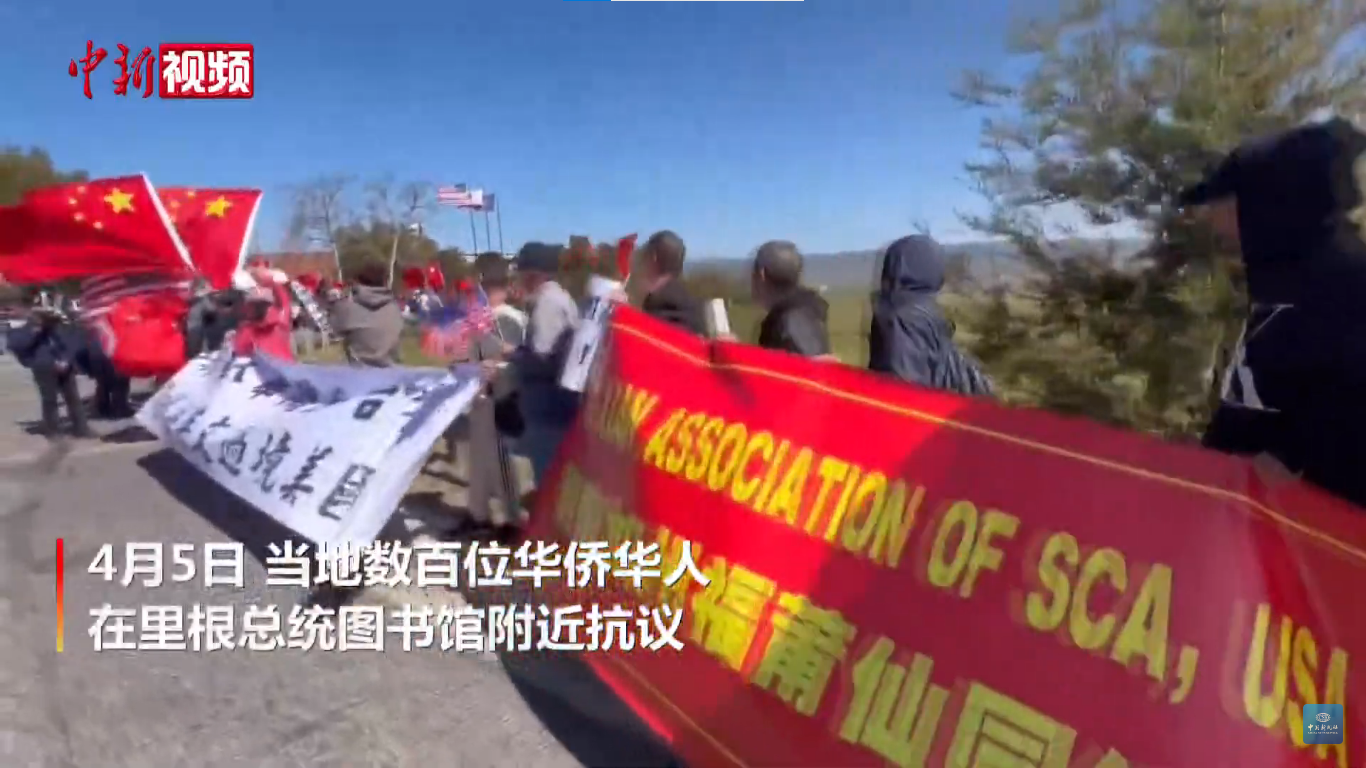
2023年4月5日，中國駐洛杉磯總領事館動員当地近百位华侨华人在雷根圖書館附近抗议蔡英文访美

在图书馆外，欢迎和抗议蔡英文过境的人士则沿着公路对峙，并发生了暴力冲突。一些抗议蔡英文的人士在活动中手持大量中国国旗和标语，许多人共同乘坐大巴车到场。在抗议中，他们呼喊着“中国统一”、“打倒台独”、“台独必败”、“死路一条”等口号，并用“窜访美国”形容蔡英文过境，另外中國駐洛杉磯總領事館还出動小型民航機，在场外拖著「ONE CHINA! TAIWAN IS PART OF CHINA!」（一个中国！台湾是中国的一部分！）布條，以示抗议。而歡迎蔡英文过境的人士则舉著「光復香港，時代革命」、「習近平X你媽」等標語。
會後臺美共同發表談話，蔡英文引用雷根的話，表示民主不是代代相傳的，也會受到威脅、失去也不無可能，因此更需要在此時進行維護，《論語》有言「德不孤，必有鄰」，稱雙方間的友誼對自由世界有深遠的意義。報導稱，美國與台灣將繼續保持緊密的非官方關係，以捍衛民主制度的維持，麥卡錫則稱很榮幸在過境時碰到蔡總統，並將雙方關係稱為美國與台灣人民的友誼，而這些價值在當前的重要性更甚以往。對於軍售，美方會繼續信守當年的義務，讓台灣人能保衛其民主的生活方式。

## 後續影響
2023年4月5日上午（蔡麥會前夕），中國福建海事局宣布將啟動台灣海峽中北部聯合巡航巡查專項行動，並附上一張台灣地圖及一張疑似中國巡航船隻的相片。東部戰區新聞發言人於4月8日上午宣布，中國人民解放軍將從4月8日至10日，在台灣海峽及台灣島北、南及東部海空域實施「環台島戰備警巡」以及「聯合利劍」演習。福建海事局宣佈將在4月10日早上7點至晚間8點，在福州以及平潭長江澳附近水域進行實彈軍演，期間禁止所有船舶駛入。
蔡麥會次日，美國眾議院外交事務委員會主席麥克·麥克考率兩黨議員代表團抵達台灣，與總統蔡英文會面。。

## 各方反應
美国
- 美方白宮發言人稱，台灣的非官方「過境」一如歷來慣例，其對中政策也沒有改變，呼籲中方不必過度反應[26][27]。

 中華民國
- 總統府發新聞：總統感謝麥卡錫議長的溫暖接待及友誼，也感謝所有美國國會的友人一直和臺灣站在一起。[28]

 民主進步黨
- 針對中共中央台辦6日對蔡麥會發表聲明，民進黨同日回應：蔡總統過境美國，中共無權橫加批評，也沒有任何正當性對台灣頤指氣使，因為危害區域和平的始終是中國共產黨。中國共產黨文攻武嚇，無法獲得國際的尊重。[29]7日民進黨發表聲明感謝美國行政、國會及各界的友人，一直和台灣站在一起。[30]

 中华人民共和国
- 中華人民共和國外交部發言人毛寧於4月4日的例行記者會上回應路透社記者問題時，明確表示中方堅持反對蔡英文與麥卡錫會面，中方將密切關注事態發展，堅決有力捍衛國家主權和領土完整[31]。
- 中国驻美国使馆发言人表示，美方不顾中方多次严正交涉和警告，执意安排蔡英文窜美并会晤美国会众议长麦卡锡及两党议员，公然违反一个中国原则和中美三个联合公报，违背美政府在台湾问题上做出的承诺，向台独势力发出严重错误信号。中方对此强烈抗议、坚决反对，将对美方错误举动做出坚定有力回应[32]。中國駐洛杉磯總領事館發言人強調，麥卡錫會見蔡英文的舉動極大傷害14億中國人民的民族感情，中方堅決反對任何形式的美台官方往來，堅決反對台灣當局領導人以任何名義或理由竄訪美國，也堅決反對美方違反一個中國原則，和台灣當局進行任何形式的接觸[33]。
- 全國人大外事委員會於4月6日發新聞稿表示，麥卡錫所作所為严重违反一个中国原则和中美三个联合公报规定，严重违背国际法和国际关系基本准则，严重损害中方主权和领土完整。中国全国人大对此坚决反对，予以强烈谴责。全國人大表示「中国的主权和领土完整不容侵犯、不容分割」並敦促「美国政府和国会停止歪曲虚化掏空一个中国原则，停止跨越红线的冒险行径，停止损害中美关系的政治基础。」[34]
- 外交部發言人於4月6日就蔡英文訪美发表谈话，稱美方不顾中方严正交涉和反复警示，执意允许台湾地区领导人蔡英文“过境”窜美，实质是美台相互勾连，以“过境”为幌子纵容“台独”分裂分子在美从事政治活动、开展美台官方往来、提升美台实质关系，此举严重违反一个中国原则和中美三个联合公报规定，严重损害中方主权和领土完整，向“台独”分裂势力发出严重错误信号。中方对此坚决反对，强烈谴责。[35]
- 中共中央台辦發言人6日就蔡麥會發出聲明，蔡英文晤麥卡錫是民進黨當局推動台美勾連、倚美謀“獨”的又一挑釁行徑，一段時間以來，民進黨當局誤判形勢，以為中美戰略博弈給倚美謀“獨”帶來可乘之機，愈加不擇手段拉攏外部勢力，以為抱住美國大腿就可以肆無忌憚地謀「獨」挑釁，出賣民族利益。其所謂「過境」只是幌子，謀「獨」才是真面目。[36]
- 中國國防部發言人6日發表談話，坚决反对任何形式的美台官方往来，坚决反对台湾地区领导人以任何名义、任何理由窜美，坚决反对美方违反一个中国原则和中美三个联合公报规定，同民进党当局进行任何形式的接触；表示中国人民解放军坚守职责使命，时刻保持高度戒备，坚决捍卫国家主权和领土完整，坚决维护台海和平稳定。[37]
- 中共中央台辦宣佈對已列入“台独”顽固分子清單的臺灣駐美代表蕭美琴追加制裁，新增禁止其“金主”和關聯企業與大陸組織、個人合作的部分，同時宣佈制裁兩岸交流遠景基金會、亞洲自由民主聯盟兩家機構[38][39]。
- 中國外交部於4月7日宣佈對哈德逊研究所、里根图书馆實施制裁，限制中国境内的高校、机构等组织和个人与其进行有关交易、交流、合作等活动。中國外交部還对哈德逊研究所董事会主席萨拉·斯特恩（Sarah May Stern）、所长约翰·P·沃尔特斯（英语：John P. Walters），负责里根图书馆日常维护的里根基金会前执行主任约翰·海布施（英语：John Heubusch）、首席行政官乔安妮·德雷克（Joanne Drake）等四名个人冻结在中国境内的动产、不动产和其他各类财产，禁止中国境内的组织、个人与其进行有关交易、合作等活动，中國政府对這些人不予签发签证、不准入境。中國外交部認為上述两家機構为蔡英文在美从事台独分裂活动提供平台和便利，严重违反一个中国原则和中美三个联合公报规定，严重损害中方主权和领土完整。[40]
- 中国商务部决定自2023年4月12日起就台湾地区对大陆贸易限制措施进行贸易壁垒调查。被调查措施及涉及产品：台湾地区制定并正在实施的禁止进口大陆产品的相关措施。申请人提出申请时涉及2455项产品，主要包括农产品、五矿化工产品、纺织品等。[41]
- 4月12日，国台办发言人朱凤莲在例行新闻发布会上表示，蔡英文访美不仅被美方“冷处理”，还遭到海外侨胞、美国反战人士抗议。朱凤莲认为“蔡英文将台湾带入险境”，“几乎完全倒向美国，把台湾推进惊涛骇浪之中”。[42][43]
- 2023年4月15日，中共中央政治局委员、中央外办主任王毅在北京会见来访的德国外长贝尔伯克时表示，台湾回归中国是二战后国际秩序的重要组成部分。岛内“台独”势力图谋破坏台海现状，危及台海和平。要维护台海稳定，就必须坚决反对“台独”分裂活动。[44]

 法國
- 法国总统埃马纽埃尔·马克龙认为，蔡麦会對中國而言是一种挑衅。他称，巴黎“支持一个中国政策并寻求和平解决局势的方案”。同时表示：“中国人也关心他们的统一，从他们的角度来看，台湾是其一个组成部分”。[45]但數日後又改口稱支持維持現狀。[46]
- 法国驻华大使白玉堂（Bertrand Lortholary）4月13日在接受中国大陆《环球时报》等媒体联合采访时表示，法国坚持一个中国政策，这一政策从未改变。同时还表示，法国最重要的目标是维护稳定与和平，不仅在台湾海峡，也在世界其他地方。他表示，任何紧张和不稳定的局面都不利于法国、欧洲和世界。而对于数日前马克龙总统在台湾问题上的表态持续遭到美国和欧洲部分政客的批评，白玉堂表示，出于利益考量，法国各项政策的做出都旨在维持稳定，避免战争，并表示不愿设想台海会发生冲突的可能性。[47]

 德国
- 德国外长安娜莱娜·贝尔伯克4月13日对中国进行正式访问期间，当天在天津发表讲话，并谈及台海局势时提出了所谓“经济攸关性”。声称“德国和欧盟在经济上很脆弱，这意味着我们不能对台湾海峡的紧张局势漠不关心”[48]。次日在北京钓鱼台国宾馆出席与中国外长秦刚的联合新闻发布会时进一步表示:「台湾海峡每天有50%的世界贸易货物通过，台湾海峡的军事升级对整个世界来说将是一个灾难性的场景”[49]。15日，贝尔伯克同中共中央政治局委员、中央外办主任王毅在北京会晤时表示，德方理解台湾问题对中国的重要性和敏感性，并重申了德国坚持奉行一个中国政策[44]，也稱「單方面、暴力地以武力改變現狀對我們歐洲人來說是不可接受的。」[50]

### 媒體與社論
紐約時報評，此次蔡麥會相對於去年佩洛西訪台，中國高層明顯更為剋制，除吸取去年有效經驗外，主要是擔心若過於公開表達不滿，恐演變成替民進黨明年大選另類「助選」。另外，美國白宮方面在事前已經與中國大陸溝通過來訪細節，聲明中也謹慎地選擇了台美關係的表達用詞與互動方式，中華民國政府也派人說服麥卡錫修改來台的意見，並談妥了以過境的方式來訪問美國政要，此次會面才得以安排並逐步落實。葛來儀稱，蔡政府在兩岸、中美的夾縫之間生存，適當放出善意有效取得關係與平衡，這趟行程除區域安全外也談經濟與合作，並可能是在總統卸任前的最後一次出訪，故作為民進黨這幾年來的外交總結之作，建立起中華民國政府與國際政要的特殊往來模式，比重下降的主權國族等以往核心話題退後，並開始以自由民主價值的華人社會為號招，已經讓各方形成了共識，漸漸向一個新常態的局面發展。菱傳媒網路民調顯示，有近半數民眾對蔡英文本次出訪覺得滿意。

## 争议
2023年3月30日，中華民國國安局長蔡明彥在出席立法院質詢時揭露，中國動員相關的團體來抗爭是有給費用，一天200美元，「不含食宿跟交通」。根據台美安全單位掌握的情資，中國駐洛杉磯總領事館預計將動員1,000人抗議，且走路工的費用也從200美元提高到400美元，要求陳抗團體務必「有效干擾、做出聲勢」。而4月6日，推特則傳出截圖，流出幾張疑似抗議團體抱怨原本400美元的酬勞被層層剝削到只剩80美元的對話截圖。

## 备注
1. ↑  中華民國曾多次透過訪問中南美洲國家飛行路線的地利之便以「過境休息」名義來訪美。